# Бокс на літніх Олімпійських іграх 2012
Змагання з боксу на літніх Олімпійських іграх 2012 проходили з 28 липня по 12 серпня. Було розіграно 13 комплектів нагород.
Вперше у змаганнях взяли участь жінки, які розіграли три комплекти нагород.

## Формат змагань
Чоловіки змагалися у таких десяти вагових категоріях:
- Перша найлегша (до 49 кг)
- Друга найлегша (до 52 кг)
- Перша легка (до 56 кг)
- Друга легка (до 60 кг)
- Напівсередня (до 64 кг)
- Перша середня (до 69 кг)
- Друга середня (до 75 кг)
- Напівважка (до 81 кг)
- Важка (до 91 кг)
- Суперважка вагова категорія (понад 91 кг)

Жіночий бокс включено до програми Олімпійських ігор уперше. Жінки-боксери брали участь у трьох вагових категоріях:
- Найлегша (до 51 кг)
- Легка (до 60 кг)
- Напівсередня (до 75 кг)

## Кваліфікація
Кожному НОКу мав право виставити до одного спортсмена у кожній ваговій категорії. Дев'ять місць було зарезервовано для приймаючої країни, Великої Британії, з яких вона вибрала шість (п'ять чоловіків та одна жінки), а інші місця були розподілені Тристоронньої комісії запрошення. Для кожного спортсмена від країни перебування, які кваліфікувалися через Світу з боксу, господар втратив гарантоване місце. Кожний континент мав квоту місць, які розподілялися між спортсменами через два чемпіонати. Азія мала 56 місць, Північна та Південна Америка по 54, Африка — 52, Європа — 78 і Океанія — 10.
Кваліфікація відбувалась на таких змаганнях:
- чемпіонат світу з боксу 2011  — Баку, Азербайджан, 16 вересня  — 1 жовтня[3]. Кваліфікувалися перші десять спортсменів у кожній категорії (у категоріях до 91 кг і понад 91 кг — 6 спортсменів), причому кожен континент має певну квоту, яку не можна буде перевищувати.
- 2012 AIBA жіночий чемпіонат світу з боксу  — Ціньхуандао, Китай, 9-22 травня 2012[4][5]
- Континентальні олімпійські відбіркові змагання 2012 року

## Календар
Для більшості змагань з боксу на Олімпіаді 2012 програма була поділена на дві частини: денна сесія (Д), яка розпочиналася о 13:30 BST (за винятком 9 серпня, коли денна сесія розпочиналася о 16:30 BST) і вечірня сесія (В) — починалася о 20:30 BST
| П | Попередні змагання | ⅛ | Одна восьма | ¼ | Чвертьфінали | ½ | Півфінали | Ф | Фінал |

| Дата →                 | Суб 28 | Суб 28 | Нед 29 | Нед 29 | Пон 30 | Пон 30 | Вів 31 | Вів 31 | Сер 1 | Сер 1 | Чет 2 | Чет 2 | П'ят 3 | П'ят 3 | Суб 4 | Суб 4 | Нед 5 | Нед 5 | Пон 6 | Пон 6 | Вів 7 | Вів 7 | Сер 8 | Сер 8 | Чет 9 | Чет 9 | П'ят 10 | П'ят 10 | Суб 11 | Нед 12 |
| Вагова категорія ↓     | Д      | В      | Д      | В      | Д      | В      | Д      | В      | Д     | В     | Д     | В     | Д      | В      | Д     | В     | Д     | В     | Д     | В     | Д     | В     | Д     | В     | Д     | В     | Д       | E       | В      | A      |
| ---------------------- | ------ | ------ | ------ | ------ | ------ | ------ | ------ | ------ | ----- | ----- | ----- | ----- | ------ | ------ | ----- | ----- | ----- | ----- | ----- | ----- | ----- | ----- | ----- | ----- | ----- | ----- | ------- | ------- | ------ | ------ |
| До 49 кг (чоловіки)    |        |        |        |        |        |        | П      | П      |       |       |       |       |        |        | ⅛     | ⅛     |       |       |       |       |       |       |       | ¼     |       |       | ½       |         | Ф      |        |
| До 52 кг (чоловіки)    |        |        |        |        | P      | P      |        |        |       |       |       |       | ⅛      | ⅛      |       |       |       |       |       |       |       | ¼     |       |       |       |       |         | ½       |        | F      |
| До 56 кг (чоловіки)    | П      | П      |        |        |        |        |        |        | ⅛     | ⅛     |       |       |        |        |       |       |       | ¼     |       |       |       |       |       |       |       |       | ½       |         | Ф      |        |
| До 60 кг (чоловіки)    |        |        | П      | П      |        |        |        |        |       |       | ⅛     | ⅛     |        |        |       |       |       |       |       | ¼     |       |       |       |       |       |       |         | ½       |        | F      |
| До 64 кг (чоловіки)    |        |        |        |        |        |        | П      | П      |       |       |       |       |        |        | ⅛     | ⅛     |       |       |       |       |       |       |       | ¼     |       |       | ½       |         | Ф      |        |
| До 69 кг (чоловіки)    |        |        | П      | П      |        |        |        |        |       |       |       |       | ⅛      | ⅛      |       |       |       |       |       |       |       | ¼     |       |       |       |       |         | ½       |        | F      |
| До 75 кг (чоловіки)    | П      | П      |        |        |        |        |        |        |       |       | ⅛     | ⅛     |        |        |       |       |       |       |       | ¼     |       |       |       |       |       |       | ½       |         | F      |        |
| До 81 кг (чоловіки)    |        |        |        |        | P      | P      |        |        |       |       |       |       |        |        | ⅛     | ⅛     |       |       |       |       |       |       |       | ¼     |       |       |         | ½       |        | F      |
| До 91 кг (чоловіки)    |        |        |        |        |        |        |        |        | ⅛     | ⅛     |       |       |        |        |       |       |       | ¼     |       |       |       |       |       |       |       |       | ½       |         | F      |        |
| Понад 91 кг (чоловіки) |        |        |        |        |        |        |        |        | ⅛     | ⅛     |       |       |        |        |       |       |       |       |       | ¼     |       |       |       |       |       |       |         | ½       |        | F      |
| До 51 кг (жінки)       |        |        |        |        |        |        |        |        |       |       |       |       |        |        |       |       | ⅛     |       | ¼     |       |       |       | ½     |       | Ф     |       |         |         |        |        |
| До 60 кг (жінки)       |        |        |        |        |        |        |        |        |       |       |       |       |        |        |       |       | ⅛     |       | ¼     |       |       |       | ½     |       | Ф     |       |         |         |        |        |
| До 75 кг (жінки)       |        |        |        |        |        |        |        |        |       |       |       |       |        |        |       |       | ⅛     |       | ¼     |       |       |       | ½     |       | Ф     |       |         |         |        |        |

## Медалі

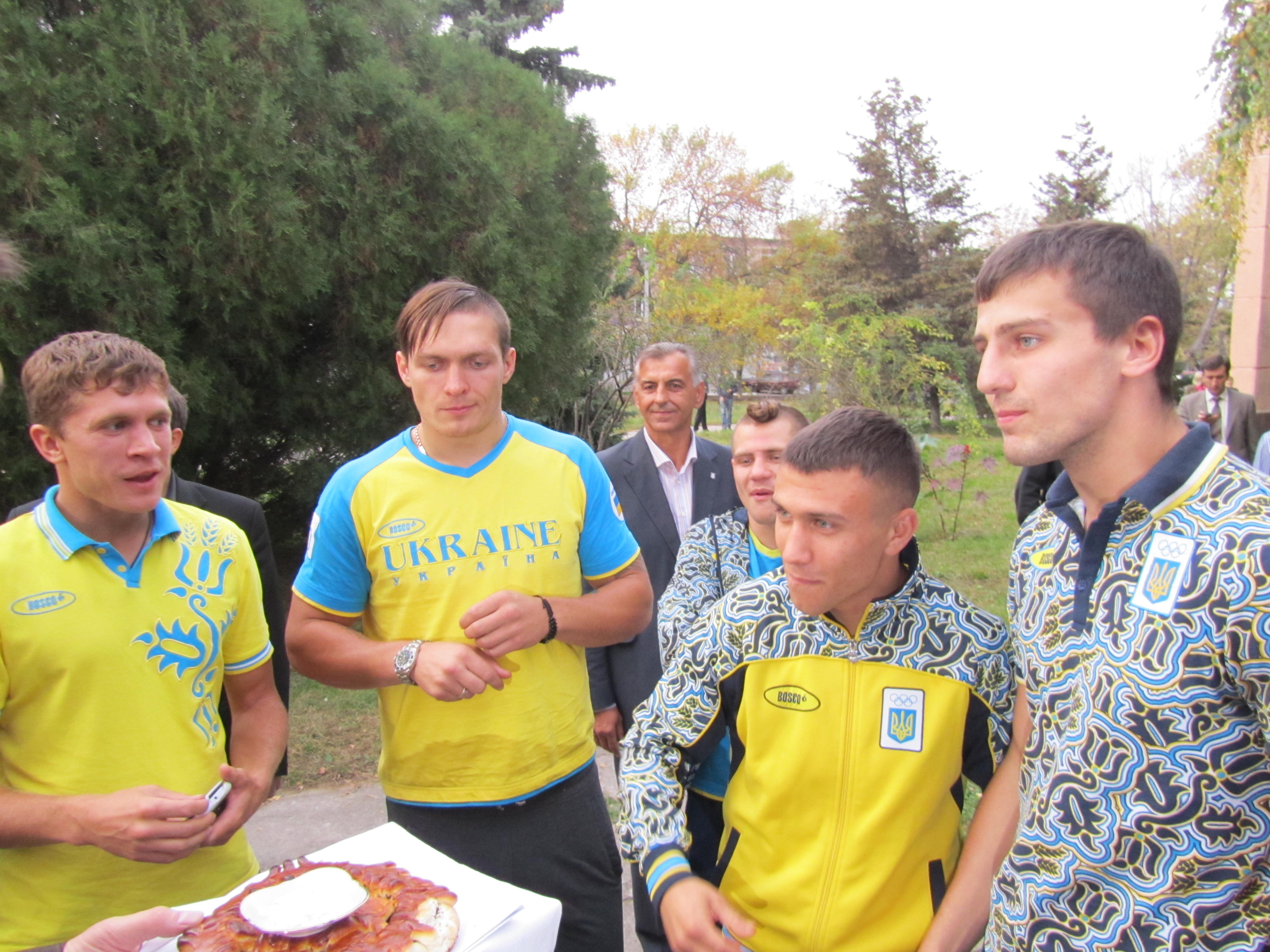
Українські боксери-олімпійці у Кременчуці (зліва направо): Шелестюк, Усик, Берінчик (позаду), Ломаченко, Гвоздик (вересень 2012)

### Загальний залік
| Місце  | Країна          | Золото | Срібло | Бронза | Загалом |
| ------ | --------------- | ------ | ------ | ------ | ------- |
| 1      | Велика Британія | 3      | 1      | 1      | 5       |
| 2      | Україна         | 2      | 1      | 2      | 5       |
| 3      | Куба            | 2      | 0      | 2      | 4       |
| 4      | Росія           | 1      | 2      | 3      | 6       |
| 5      | Ірландія        | 1      | 1      | 2      | 4       |
| 5      | Казахстан       | 1      | 1      | 2      | 4       |
| 7      | Китай           | 1      | 1      | 1      | 3       |
| 8      | Японія          | 1      | 0      | 1      | 2       |
| 8      | США             | 1      | 0      | 1      | 2       |
| 10     | Італія          | 0      | 2      | 1      | 3       |
| 11     | Бразилія        | 0      | 1      | 2      | 3       |
| 12     | Монголія        | 0      | 1      | 1      | 2       |
| 13     | Південна Корея  | 0      | 1      | 0      | 1       |
| 13     | Таїланд         | 0      | 1      | 0      | 1       |
| 15     | Азербайджан     | 0      | 0      | 2      | 2       |
| 16     | Болгарія        | 0      | 0      | 1      | 1       |
| 16     | Індія           | 0      | 0      | 1      | 1       |
| 16     | Литва           | 0      | 0      | 1      | 1       |
| 16     | Таджикистан     | 0      | 0      | 1      | 1       |
| 16     | Узбекистан      | 0      | 0      | 1      | 1       |
| Всього | Всього          | 13     | 13     | 26     | 52      |

### Медалісти
| Дисципліна                       | Золото                                | Срібло                                     | Бронза                                      |
| -------------------------------- | ------------------------------------- | ------------------------------------------ | ------------------------------------------- |
| до 49 кг, чоловіки докладніше    | Цзоу Шімін · Китай (CHN)              | Каео Понгпраюн · Таїланд (THA)             | Педді Барнс · Ірландія (IRL)                |
| до 49 кг, чоловіки докладніше    | Цзоу Шімін · Китай (CHN)              | Каео Понгпраюн · Таїланд (THA)             | Давид Айрапетян · Росія (RUS)               |
| до 52 кг, чоловіки докладніше    | Робейсі Рамірес · Куба (CUB)          | Нямбаярин Тегсцогт · Монголія (MGL)        | Михайло Алоян · Росія (RUS)                 |
| до 52 кг, чоловіки докладніше    | Робейсі Рамірес · Куба (CUB)          | Нямбаярин Тегсцогт · Монголія (MGL)        | Майкл Конлен · Ірландія (IRL)               |
| до 56 кг, чоловіки докладніше    | Люк Кемпбелл · Велика Британія (GBR)  | Джон Невін · Ірландія (IRL)                | Лазаро Альварес · Куба (CUB)                |
| до 56 кг, чоловіки докладніше    | Люк Кемпбелл · Велика Британія (GBR)  | Джон Невін · Ірландія (IRL)                | Сімідзу Сатосі · Японія (JPN)               |
| до 60 кг, чоловіки докладніше    | Василь Ломаченко · Україна (UKR)      | Хан Сун Чхол · Південна Корея (KOR)        | Яснієр Толедо · Куба (CUB)                  |
| до 60 кг, чоловіки докладніше    | Василь Ломаченко · Україна (UKR)      | Хан Сун Чхол · Південна Корея (KOR)        | Евальдас Петраускас · Литва (LTU)           |
| до 64 кг, чоловіки докладніше    | Ронел Іглесіас Сотолонго · Куба (CUB) | Денис Берінчик · Україна (UKR)             | Вінченцо Манджакапре · Італія (ITA)         |
| до 64 кг, чоловіки докладніше    | Ронел Іглесіас Сотолонго · Куба (CUB) | Денис Берінчик · Україна (UKR)             | Уранчимегійн Менх-Ердене · Монголія (MGL)   |
| до 69 кг, чоловіки докладніше    | Серік Сапієв · Казахстан (KAZ)        | Фредді Еванс · Велика Британія (GBR)       | Тарас Шелестюк · Україна (UKR)              |
| до 69 кг, чоловіки докладніше    | Серік Сапієв · Казахстан (KAZ)        | Фредді Еванс · Велика Британія (GBR)       | Андрій Замковий · Росія (RUS)               |
| до 75 кг, чоловіки докладніше    | Мурата Рьота · Японія (JPN)           | Есківа Фалькао Флорентіно · Бразилія (BRA) | Ентоні Огого · Велика Британія (GBR)        |
| до 75 кг, чоловіки докладніше    | Мурата Рьота · Японія (JPN)           | Есківа Фалькао Флорентіно · Бразилія (BRA) | Аббос Атоєв · Узбекистан (UZB)              |
| до 81 кг, чоловіки докладніше    | Єгор Мехонцев · Росія (RUS)           | Адільбек Ніязимбетов · Казахстан (KAZ)     | Олександр Гвоздик · Україна (UKR)           |
| до 81 кг, чоловіки докладніше    | Єгор Мехонцев · Росія (RUS)           | Адільбек Ніязимбетов · Казахстан (KAZ)     | Ямагучі Фалькао Флорентіно · Бразилія (BRA) |
| до 91 кг, чоловіки докладніше    | Олександр Усик · Україна (UKR)        | Клементе Руссо · Італія (ITA)              | Тервел Пулев · Болгарія (BUL)               |
| до 91 кг, чоловіки докладніше    | Олександр Усик · Україна (UKR)        | Клементе Руссо · Італія (ITA)              | Теймур Маммадов · Азербайджан (AZE)         |
| понад 91 кг, чоловіки докладніше | Ентоні Джошуа · Велика Британія (GBR) | Роберто Каммарелле · Італія (ITA)          | Іван Дичко · Казахстан (KAZ)                |
| понад 91 кг, чоловіки докладніше | Ентоні Джошуа · Велика Британія (GBR) | Роберто Каммарелле · Італія (ITA)          | Магомедрасул Маджидов · Азербайджан (AZE)   |
|                                  |                                       |                                            |                                             |
| до 51 кг, жінки докладніше       | Нікола Адамс · Велика Британія (GBR)  | Жень Цаньцань · Китай (CHN)                | Марлен Еспарза · США (USA)                  |
| до 51 кг, жінки докладніше       | Нікола Адамс · Велика Британія (GBR)  | Жень Цаньцань · Китай (CHN)                | Чунгнейджанг Мері Ком Хмангте · Індія (IND) |
| до 60 кг, жінки докладніше       | Кеті Тейлор · Ірландія (IRL)          | Софія Очігава · Росія (RUS)                | Мавзуна Чорієва · Таджикистан (TJK)         |
| до 60 кг, жінки докладніше       | Кеті Тейлор · Ірландія (IRL)          | Софія Очігава · Росія (RUS)                | Адріана Араужо · Бразилія (BRA)             |
| до 75 кг, жінки докладніше       | Кларесса Шилдс · США (USA)            | Надія Торлопова · Росія (RUS)              | Лі Цзіньцзи · Китай (CHN)                   |
| до 75 кг, жінки докладніше       | Кларесса Шилдс · США (USA)            | Надія Торлопова · Росія (RUS)              | Марина Вольнова · Казахстан (KAZ)           |

## Виступ української команди
Чоловіки
| Спортсмен         | Дисципліна | Раунд 1/16                       | Раунд 1/8                        | Чвертьфінал                         | Півфінал                          | Фінал                                 | Фінал        |
| Спортсмен         | Дисципліна | Суперник Результат               | Суперник Результат               | Суперник Результат                  | Суперник Результат                | Суперник Результат                    | Місце        |
| ----------------- | ---------- | -------------------------------- | -------------------------------- | ----------------------------------- | --------------------------------- | ------------------------------------- | ------------ |
| Павло Іщенко      | до 56 кг   | Діаз (USA) Поразка 9-19          | Не проходить                     | Не проходить                        | Не проходить                      | Не проходить                          | Не проходить |
| Василь Ломаченко  | до 60 кг   | Н/Д                              | Аріас Ромеро (DOM) Перемога 15-3 | Вердехо Санчес (PUR) Перемога 14-9  | Лопес Толедо (CUB) Перемога 14-11 | Хан (KOR) Перемога 19-9               | 1            |
| Денис Берінчик    | до 64 кг   | Н/Д                              | Їджит (SWE) Перемога 24-23       | Горн (AUS) Перемога 21-13           | Уранчімег (MGL) Перемога 29-21    | Іглесіас Сотолого (CUB) Поразка 15-22 | 2            |
| Тарас Шелестюк    | до 69 кг   | Н/Д                              | Бєлоус (MDA) Перемога 15-7       | Вастін (FRA) Перемога 18-18 (**)    | Еванс (GBR) Поразка 10-11         | Не проходить                          | 3            |
| Євген Хитров      | до 75 кг   | Н/Д                              | Огого (GBR) Поразка 18-18 (*)    | Не проходить                        | Не проходить                      | Не проходить                          | Не проходить |
| Олександр Гвоздик | до 81 кг   | Довголевець (BLR) Перемога 18-10 | Браво Амадор (NCA) Перемога 18-6 | Бенчабла (ALG) Перемога 19-17 (***) | Ніязимбетов (KAZ) Поразка 13-13   | Не проходить                          | 3            |
| Олександр Усик    | до 91 кг   | Н/Д                              | Н/Д                              | Бетербієв (RUS) Перемога 17-13      | Пулев (BUL) Перемога 21-5         | Руссо (ITA) Перемога 14-11            | 1            |

(*) Після тривалого підбивання підсумків суддями було оголошено переможцем Ентоні Огого, що поставило під великий сумнів української збірної справедливість суддів на Олімпійському боксерському турнірі. Рішення суддів було опротестовано на вищих рівнях із залученням голови НОК України Сергія Бубки. Двічі подавався протест до Міжнародної Федерації Боксу, однак обидва рази протест був відхилений, у переговорах з Сергієм Бубкою голова Міжнародної Федерації Боксу підтвердив незмінність результату. З огляду на те, що це найвищий рівень, на якому можна оскаржити результати, українська сторона повідомила про неможливість зміни підсумку бою.

(**) Команда французького боксера Алексіса Вастена подала протест на результат бою 1/4 фіналу боксерського турніру Олімпіади, однак він був відхилений. Протест було відхилено з формулюванням: «рішення суддів є остаточним і перегляду не підлягає».

(***) Після завершення бою представники команди Алжиру подали протест, вимагаючи переглянути доцільність винесення рефері попередження алжирському боксеру. У разі скасування попередження, що було застосованого до Абдельхафіду, рахунок міг би виявитися нічийним. Після винесення остаточного вердикту результати бою залишилися у силі.